# Villa Gina

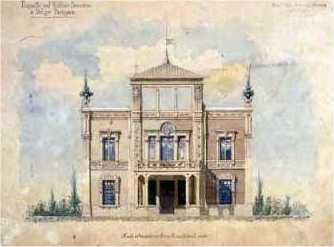
Aquarell der Frontansicht der Villa Gina

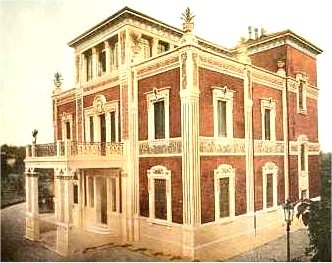
Seiten- und Rückansicht der Villa Gina

Die Villa Gina ist ein Landhaus im Ortsteil Borgo Panigale der Stadt Bologna in der italienischen Emilia-Romagna. Das auch Villa Flora genannte Haus ist eines der ersten Beispiele für die Dekoration im Jugendstil.
Seine Besonderheit ist, dass sie der erste zivile Bau mit Decken aus Stahlbeton war; es wurde unter Leitung des Architekten Attilio Muggia (1859–1936) im Jahre 1900 in Bologna errichtet und ist vielleicht das einzige Gebäude, dass dieser Architekt mit Außendekorationen im eklektischen Stil gebaut hat und mit für ihre Zeit modernen Lösungen, wie z. B. dem Asphalt zur Abdichtung der seitlichen Terrassen oder den originalen Stahlblechläden an den Fenstern.
Der Auftraggeber war Graf Cosimo Pennazzi, ein bedeutender Rechtsanwalt und einziger Verwalter der Società Coloniale Cementi mit Sitz in Alexandria in Ägypten, der dieses Landhaus für seine Gattin Virginia Lisi wollte. Die Villa steht auf den Resten eines früheren Gebäudes.
In den Jahren 1900 und 1910 führte der Maler Antonio Mosca (1870–1951) Dekorationsarbeiten im Inneren der Villa aus, was zwei Aquarellskizzen zur Dekoration der Schlafzimmerdecke der Gräfin Pennazzi bestätigen, die erste datiert auf das Jahr 1900, die zweite auf 1910, letztere näher am Jugendstil.
Nach dem Umzug der Eigentümer nach Ägypten wurde die Villa als Pflegeheim umgebaut und erhielt den Namen „Villa Flora“.

Diventò poi asilo, casa di cura per malattie nervose; durante la guerra ospitò sfollati e la Regia Aeronautica militare. Fu inoltre oggetto di interesse del regista Pupi Avati, che la riprese nelle prime scene del film «Zeder».
(dt.: Sie wurde später zu einem Asyl und Pflegeheim für Nervenkranke; im Krieg beherbergte sie Evakuierte und die Regia Aeronautica Militare. Darüber hinaus interessierte sich der Regisseur Pupi Avati für sie; sie taucht in der ersten Szene des Films „Zeder“ auf.

Die Villa wurde später von den Eigentümern aufgegeben und für unterschiedliche Dinge genutzt; heute befindet sie sich im Zustand des Verfalls. Erst kürzlich wurde ihr Wert der Villa Gina und ihrer Dekorationen für die Kunstgeschichte erkannt.

## Skizzen von Antonio Mosca für die Villa Gina

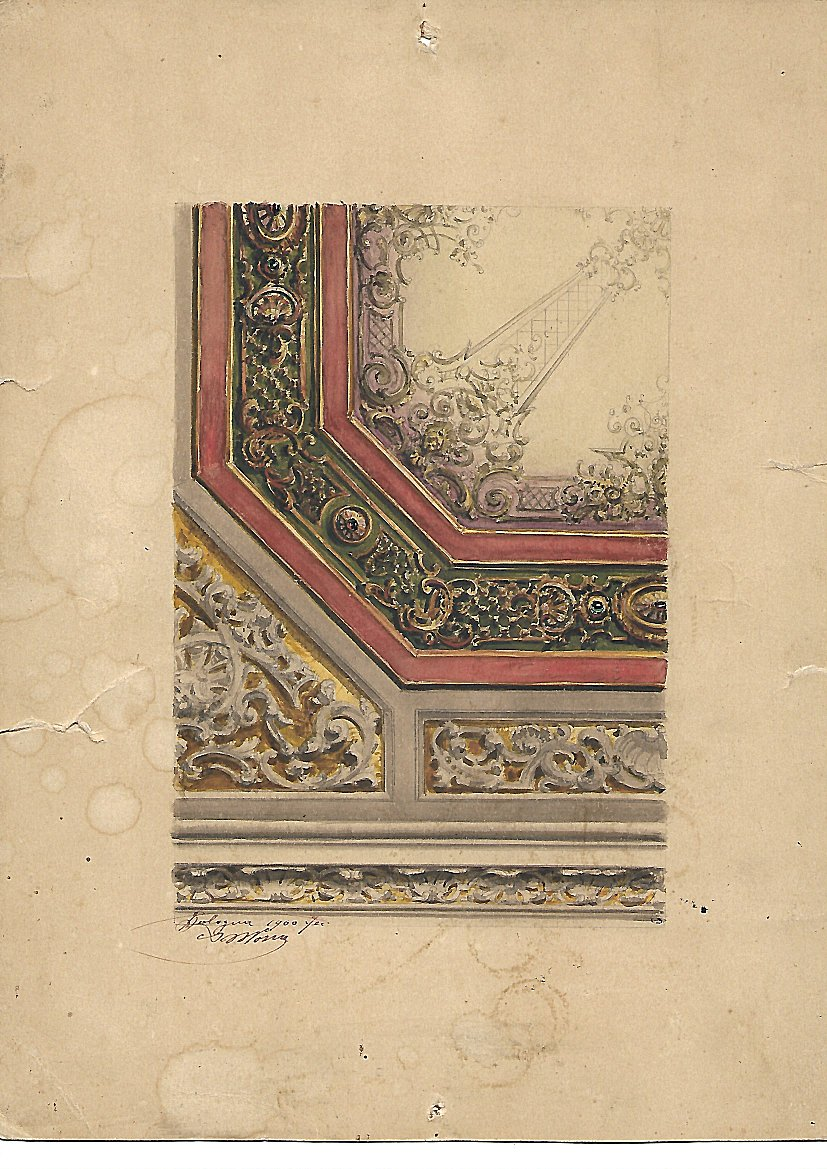
Skizze von 1900 für das Schlafzimmer der Gräfin Pennazzi in der Villa Gina
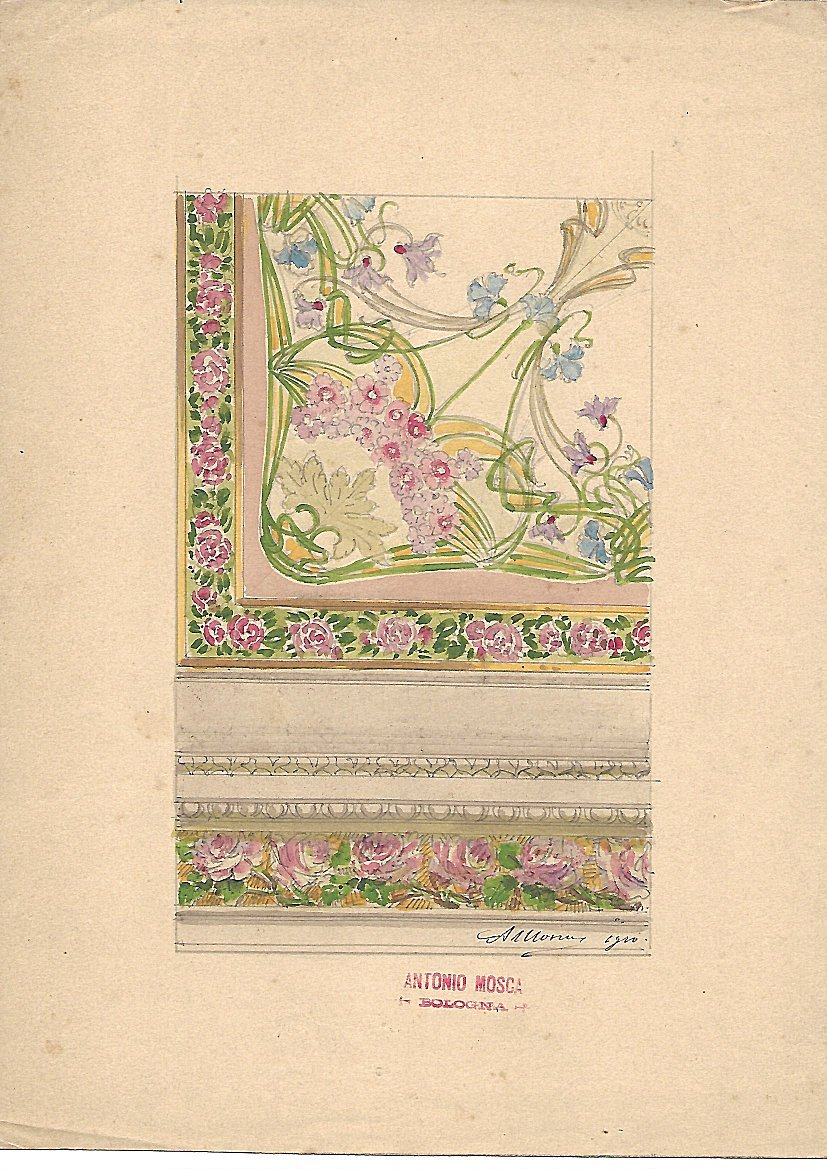
Skizze von 1910 für das Schlafzimmer der Gräfin Pennazzi in der Villa Gina